# Ciao Marziano
Ciao Marziano (Adiós Marciano) es una película italiana de comedia dirigida por Pier Francesco Pingitore y protagonizada por Pippo Franco.